# Сура Аз-Зумар
Сура Аз-Зумар (араб. سورة الزمر‎) або Натовпи — тридцять дев'ята сура Корану. Мекканська, містить 75 аятів.